# Psilocybe schultesii
Psilocybe schultesii es una especie de hongo de la familia Hymenogastraceae.
Etimológicamente, la palabra psilocybe viene del griego psilós que significa liso, desnudo, calvo, y kýbe que significa cabeza, píleo, es decir significa “por carecer de ornamentación en el píleo” (aunque no sucede así en todas las especies del género).

## Descripción
Macroscópicamente:  tiene el píleo no mayor de 10 mm de diámetro, cónico-subumbonado, de color café-rojizo (en seco) y el estípite no mayor de 40 mm de longitud. Microscópicamente: tiene esporas de 5-6 (-7) x 4-5 (6-) x 4-4.5 µm, rómbicas o subrómbicas en vista frontal, subelipsoides en vista lateral, de pared gruesa de hasta 1 µm de grosor, de color café- amarillento. Basidios de 17-24 x 5-9 µm, tetraspóricos, hialinos, ventricoso-claviformes o piriformes. Pleurocistidios de (13-) 16-25 (-27) x (4-) 5-6 (-7) µm, hialinos, sublageniformes, sublecitiformes o submoniliformes, con cuello corto o largo. Queilocistidios de (16-) 17-24 (-30) x (4-) 5-8 µm, hialinos, sublageniformes, a veces con el cuello irregularmente ramificado. Subhimenio subcelular. Pileipelis como un ixocutis, de 5-6 µm de grosor, con hifas de 1-2 µm de ancho.

## Distribución
Esta especie ha sido poco colectada en México, se encuentra en los estados de Veracruz, en el sur de Minatitlán, y en Oaxaca, en Tuxtepec.

## Estado de conservación
Esta especie se encuentra bajo la categoría de riesgo Sujeta a protección especial (Pr) en la (Norma Oficial Mexicana 059).

## Importancia cultural y usos
Es un hongo que pertenece al grupo de los que contienen psilocibina, un alcaloide profármaco del compuesto alucinógeno psilocina, responsable del efecto psicoactivo de la droga.